# Pseudocoremia cineracia
Pseudocoremia cineracia là một loài bướm đêm trong họ Geometridae.